# Bang Na Expressway
Der Bang Na Expressway (vollständig: Bang Na – Bang Pli – Bang Pakong Expressway), offiziell Burapha Withi Expressway (Thai: ทางพิเศษบูรพาวิถี), ist eine 55 Kilometer lange sechsspurige Hochstraße (Autobahn) in Bangkok, Thailand. Das Bauwerk, statisch gesehen eine Balkenbrücke, wurde im März 2000 fertiggestellt und galt bis 2008 als längste Brücke der Welt. Die Hochstraße wurde in Segmentbauweise erstellt.
Der Bang Na Expressway wurde aufgrund zunehmenden Verkehrsaufkommens über der bestehenden Thailand Route 34 errichtet. Die Hochstraße ist allerdings mautpflichtig. Sie beginnt im Stadtteil Bang Na in Südost-Bangkok und führt vorbei am  internationalen Flughafen Bangkok-Suvarnabhumi (Entfernung Luftlinie 2,5 km, Straßen-Entfernung 18 km), weiter in südöstlicher Richtung bis zur Provinz Chonburi und trifft hier auf die Sukhumvit-Straße.

## Bau und Unterhalt
Die Hochstraße wurde in fünf Jahren (von 1995 bis 2000) von dem „Joint Venture BBCD“ gebaut, welches aus dem deutschen Bauunternehmen Bilfinger Berger und dem thailändischen Ch. Karn-Chang bestand. Die Gesamtkosten betrugen mehr als 1 Milliarde US-Dollar. Die vorgespannten Betonfertigteile haben pro Feld eine Spannweite von 44 Metern und eine Breite von 27,2 Metern. Die Straße hat eine Gesamtoberfläche von 1,9 Millionen Quadratmetern.
Die für den Unterhalt des Bauwerks zuständige Behörde ist die Expressway Authority of Thailand (EXAT). Das neue elektronische Mautsystem wurde von dem Konsortium „FKS Joint Venture“ (Kapsch TrafficCom A.B., Fatima Group und Smart Traffic Co Ltd.) entwickelt und Anfang 2010 ausgeführt. Die Kosten hierfür betrugen etwa sieben Millionen Euro.